# Balajthy Andor
Balajthy Andor (Budapest, 1919. május 23. – Budapest, 1975. augusztus 28.) Jászai Mari-díjas magyar színész, bábművész.

## Életpályája
Az Országos Színészegyesület színiiskolájában 1940-ben kapta meg színészi oklevelét. Pályája elején bonviván szerepeket alakított vidéki színházakban. 1945-től Budapesten a Royal Színházban, a Márkus Parkszínházban és az Erzsébetvárosi Színházban szerepelt. 1948-tól a Mesebarlang Bábszínház alapító tagja, majd haláláig a jogutód Állami Bábszínház társulatának egyik vezető művésze volt. Bábszínészként sikereit leginkább a felnőtteknek szóló darabokban aratta, de természetesen gyermekelőadásokban is játszott és népszerű volt. 1956-ban Jászai Mari-díjat kapott.

## Fontosabb szerepei
- William Shakespeare: Szentivánéji álom... Philostrat, ünnepélyrendező; Zuboly, takács
- Alexandre Dumas: A három testőr... Porthos, testőr
- Alekszandr Szergejevics Puskin: Aranyhalacska... Dini Dani
- Jevgenyij Lvovics Svarc: A sárkány... Polgármester
- Jevgenyij Lvovics Svarc: Piroska és a farkas... Medve
- L. Frank Baum: Óz, a nagy Varázsló... Óz, a nagy Varázsló
- Nyikolaj Vasziljevics Gogol: Karácsonyéj... Öreg ördög
- Jonathan Swift – Kardos G. György – Petrovics Emil: Gulliver Liliputban... Botabotáb király
- Grimm fivérek – Károlyi Amy: Hófehérke és a hét törpe... Nembaj, törpe
- German Ivanovics Matvejev: A csodálatos kalucsni... Sün
- Kornyej Ivanovics Csukovszkij: A hiú kismackó... Jajdefáj doktor
- N. Tudorovszkaja – W. Metalnyikov: Tündér Heléna... Kereskedő
- Zbigniew Wojciechowski – Hárs László: Hencidai csetepaté... Öreg Idő
- G. J. Landau: A nyúl meg a kandúr... A nyúl
- G. J. Landau: A nyúl meg a róka... A nyúl
- H. Nicolaide – H. Negrin: Hegyen–völgyön lakodalom... szereplő (Fővárosi Operettszínház)
- Bánd Anna – Devecseri Gábor – Nyina Vlagyimirovna Gernet: Aladdin csodalámpája... Varázsló
- Fehér Klára – Maros Rudolf: Rosszcsontország bajban van... Gombóc
- Petőfi Sándor – Képes Géza: János vitéz... Török basa
- Arany János – Jékely Zoltán: Toldi... Bimbó
- Tersánszky Józsi Jenő: Misi mókus vándorúton... szereplő
- Gádor Béla – Bágya András: Potyautazás... Kolombusz; Lordmajor; Titkár
- Maros Rudolf: Csodafurulya... Gazsi
- Vihar Béla: A kiskakas és a török szultán... Szolga
- Hegedüs Géza – Kardos G. György: Fehérlófia... szereplő
- Szilágyi Dezső: Ezüstfurulya... szereplő
- Darvas Szilárd – Gádor Béla – Vajda Albert – Kovács Dénes: Aki hallja, adja át!... szereplő
- Darvas Szilárd – Gádor Béla – Vajda Albert – Kovács Dénes: Sztárparádé... szereplő
- Darvas Szilárd – Gádor Béla: Szerelmes istenek... Midas
- Darvas Szilárd – Gádor Béla: Szigorúan bizalmas... szereplő
- Darvas Szilárd – Királyhegyi Pál – Maros Rudolf: Az ember komédiája avagy egy karrier története... Ádám
- Darvas Szilárd – Gádor Béla – Bágya András: Pesti mesék... szereplő
- Darvas Szilárd – Simándi József – Szenes Iván: Elhajolni tilos!... szereplő
- Róna Tibor – G. Dénes György – Kardos György – Király Dezső – Tardos Péter: Biztos siker... szereplő

## Filmes és televíziós szerepei
- Dollárpapa (1956)
- Egér és oroszlán (1957, rövid rajzfilm) – Oroszlán (hang)
- Mi újság a Futrinka utcában? (1962–1964, bábfilmsorozat) – Kandúr; Medve (hang)

## Emlékezete
A hagyatékából alapított Balajthy Andor vándorgyűrűt 1976-tól ítélik oda bábművészeknek. Az első díjazott Blasek Gyöngyi volt.